# Moord op Laurent-Désiré Kabila
Op 16 januari 2001 werd de president van de Democratische Republiek Congo, Laurent-Désiré Kabila, vermoord in zijn kantoor, van zijn officiële residentie in het Palais de Mabre in Kinshasa. De moordenaar die verantwoordelijk was voor zijn dood was zijn 18-jarige lijfwacht genaamd Rashidi Mizele, die ook eerder werd geïdentificeerd als Rashidi Kasereka. Mizele werd later zelf doodgeschoten. Er werd vermoed dat enkele voormalige kindsoldaten, bekend als "kadogos," deel uitmaakten van het complot.

## Achtergrond
Kabila was betrokken bij de dood van talloze voormalige kindsoldaten, bekend als "kadogo's," in de periode voorafgaand aan zijn eigen moord. Op de dag voor zijn dood had Kabila toezicht gehouden op de executie van 47 kadogo's, die werden beschuldigd van samenzwering om hem te vermoorden. Zijn militaire positie was verzwakt en zijn leven was in gevaar. In november 2000 had Kabila het vermoeden van een complot tegen hem en liet hij soldaten oppakken, martelen en vermoorden die trouw waren aan commandant Anselme Masasu Nindaga. Nindaga had enkele dagen eerder een toespraak gehouden tijdens een bijeenkomst van 1.200 kadogo's in Kinshasa. De samenzwering om Kabila te vermoorden begon in januari 2001, toen een groep kadogo's naar Brazzaville reisde en begon met de voorbereiding van Operatie Mbongo Zero.

## Operatie Mbongo Zero
Het complot van de samenzweerders, dat bekend stond als Operatie Mbongo Zero, omvatte een gedetailleerd plan om belangrijke gebouwen in de hoofdstad, zoals het Marble Palace, binnen te dringen. Het woord "Mbongo" betekent "stier" in het Swahili. Nadat ze erin slaagden toegang te krijgen tot het paleis, benaderden de indringers de president met een revolver en openden het vuur op hem. Deze groep daders waren voormalige kindsoldaten, die eerder aan de zijde van Kabila hadden gevochten tegen de militaire dictatuur van Mobutu Sese Seko. Kasereka zou naar verluidt hebben verklaard: "Ik zal hem vermoorden."

### Aanval
Op 16 januari 2001 drong de moordenaar het kantoor van president Kabila binnen, terwijl Kabila samen met zijn economisch adviseur, Émile Mota Ndongo Kang, een bespreking had over een aankomende topontmoeting met Frankrijk. Kabila hoopte dat deze ontmoeting zijn presidentschap in Congo zou veiligstellen. De moordenaar boog zich voorover boven Kabila en op het moment dat de president dacht dat zijn lijfwacht met hem wilde praten, trok de moordenaar plotseling een revolver en vuurde vier schoten af op de president, recht in zijn buik. De moordenaar wist te ontsnappen, samen met andere medeplichtigen, te midden van het geluid van geweerschoten in het paleis.
Voormalig minister van Volksgezondheid Léonard Mashako Mamba bevond zich in de buurt van het kantoor toen Kabila werd neergeschoten en arriveerde onmiddellijk na de moord. Mwenze Kongolo wachtte om 13.45 uur op toegang tot het paleis en hoorde geweerschoten van binnen. Andere lijfwachten drongen de kamer binnen en schoten op de moordenaar, die eerst in zijn been werd geraakt en vervolgens nog twee keer werd beschoten om er zeker van te zijn dat hij dood was.
Binnen 15 minuten werd Kabila met een helikopter naar een kliniek in Gombe, Kinshasa, gebracht. Op die dag werd er een avondklok ingesteld om 18.00 uur en na 8 uur begaf een colonne zich vanuit de kliniek op de lange reis naar de luchthaven N'djili, waarbij de ambulance werd begeleid. Kabila werd met spoed per helikopter naar Harare, Zimbabwe, vervoerd voor medische behandeling, maar werd op 18 januari 2001 om 10.00 uur dood verklaard.

## Begrafenis
Op 20 januari 2001 werd Laurent-Désiré Kabila met een staatsbegrafenis geëerd. Zijn lichaam werd van Kinshasa naar zijn geboortedorp Moba gebracht, vervolgens naar Lubumbashi en uiteindelijk terug naar Kinshasa. Kabila vond zijn laatste rustplaats in zijn Mausoleum te Kinshasa.
Tijdens de begrafenisplechtigheid stonden gewapende Zimbabwaanse soldaten op wacht rondom het Volkspaleis, waar de begrafenis plaatsvond en nabijgelegen wegen werden geblokkeerd door gepantserde voertuigen. Bovendien waren er honderden Angolese troepen ingezet om de veiligheid te waarborgen. Onder de aanwezigen bij de begrafenis bevonden zich ook de presidenten van Angola en Zimbabwe en toenmalig Belgische Federaal minister van Buitenlandse Zaken Louis Michel.

## Nasleep

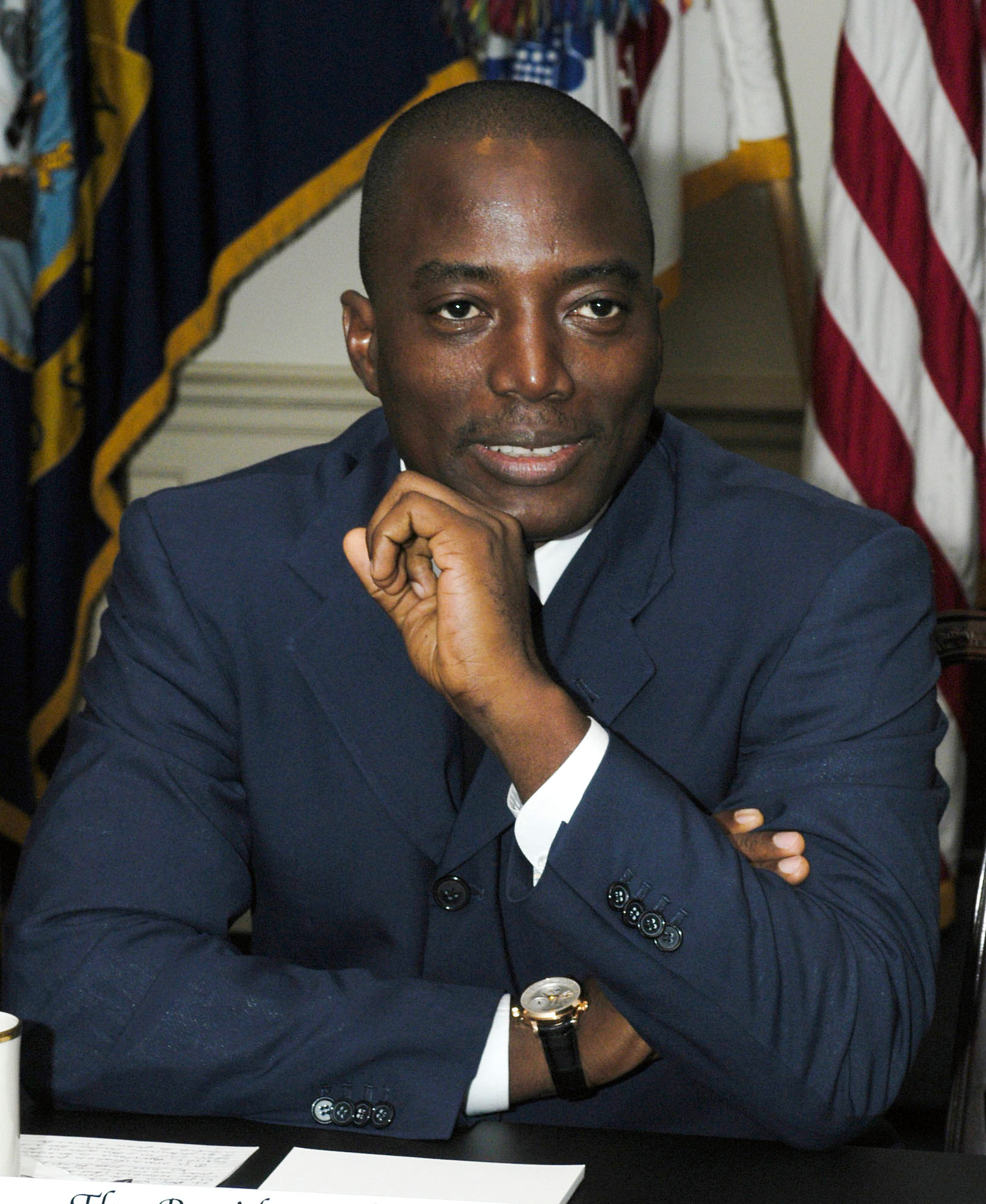
Joseph Kabila

Na de dood van zijn vader volgde Joseph Kabila op 29-jarige leeftijd zijn vader op, wat hem het eerste staatshoofd maakte dat in de jaren zeventig werd geboren. Er waren personen die werden beschuldigd van betrokkenheid bij een complot om zijn regime omver te werpen, maar ondanks het verlies van zijn vader bleef de regering stabiel. Na de moord werden uiteindelijk enkele voormalige kindsoldaten gearresteerd en hun betrokkenheid bij de operatie erkend. De moord leek een wraakactie te zijn, nadat Kabila hen had verraden na een ontmoeting met een van hun oude vijanden, Paul Kagame.
Volgens minister van Justitie Jeannot Mwenze Kongolo was de vermeende moordenaar Rashidi Kasereka, die later werd neergeschoten tijdens zijn ontsnappingspoging uit het paleis. Er wordt ook aangenomen dat een van Kabila's lijfwachten betrokken was bij de moord.

### Onderzoek
Een onderzoek bracht 135 mensen naar voren die werden beschuldigd van betrokkenheid bij de moord op Kabila, waaronder vier minderjarigen. Sommige bronnen vermeldden 115 beschuldigden. Uiteindelijk kon echter niemand worden aangewezen als de directe moordenaar van Kabila.
De Franse radio RFI berichtte over de dood van Kabila, waarop minister van Buitenlandse Zaken Louis Michel verklaarde dat de dood van Kabila geen staatsgreep was, maar eerder "een conflict dat in geweld escaleerde." Michel meldde ook dat Kabila was gedood door zijn eigen lijfwacht, die "blijkbaar twee schoten had gelost." De vermeende moordenaar, Kasereka, werd voorafgaand aan zijn dood gezien in het grensgebied tussen Brazzaville en Kinshasa.
Verschillende mensen, waaronder Kabila's eigen neef, kolonel Eddy Kapend, werden ter dood veroordeeld, hoewel de doodstraf uiteindelijk niet werd uitgevoerd. Sommige beklaagden werden vrijgesproken, terwijl anderen gevangenisstraffen kregen. Volgens berichten van het Duitse Deutsche Presse-Agentur ging de executie die aanvankelijk werd genoemd over de terechtstelling van commandant Anselme Masasu Nindaga en zijn medestrijders.
Er waren tegenstrijdige beweringen over een mogelijke staatsgreep door officieren van de Congolese strijdkrachten tegen Kabila, hoewel minister van Binnenlandse Zaken Gaëtan Kakudji dit ontkende. Kolonel Eddy Kapend verscheen op Congolese televisie en gaf bevel aan de leiders van het leger en regionale militaire commandanten om de controle over hun eenheden over te nemen en geen wapens af te vuren totdat nader order werd gegeven.

### Gratie
Negentien jaar later, op 8 januari 2021, verleende president Félix Tshisekedi gratie aan 28 veroordeelde gevangenen die sinds 2005 hun straf uitzaten in de Makala-gevangenis in Kinshasa. Er zijn ook speculaties geweest over betrokkenheid van de landen Rwanda en Angola.

## Onderzoek van Al Jazeera
Tussen 2009 en 2011 voerden de journalisten Arnaud Zajtman en Marlène Rabaud in samenwerking met Al Jazeera een grondig onderzoek uit naar de moord op Kabila. Dit onderzoek resulteerde in een documentaire met de titel "Moord in Kinshasa". De documentaire kwam tot de conclusie dat degenen die waren veroordeeld voor de moord op Kabila onschuldig waren en suggereerde dat de moord in werkelijkheid was georganiseerd door Congolese rebellen, met steun van de Rwandese regering en goedkeuring van de Verenigde Staten.

## Verder lezen
- Lemarchand, René (2009). The Dynamics of Violence in Central Africa. University of Pennsylvania Press, Philadelphia. ISBN 9780812241204.
- Reyntjens, Filip (2009). The Great African War: Congo and Regional Geopolitics, 1996-2006. Cambridge University Press, Cambridge. ISBN 9780521111287.